# Kaleena Mosqueda-Lewis
Kaleena Jordan Mosqueda-Lewis (ur. 3 listopada 1993 w Pomonie) – amerykańska koszykarka występująca na pozycji niskiej skrzydłowej, obecnie zawodniczka Nantes.
W 2010 (przez ESPN Hoopgurlz) i 2011 (przez State Farm/WBCA, Gatorade, kapitułę Naismitha, ESPN Hoopgurlz, Parade Magazine, USA Today) została wybrana najlepszą zawodniczką amerykańskich szkół średnich. W 2009 otrzymała tytuł najlepszej koszykarki amerykańskich szkół średnich stanu Kalifornia (przez Gatorade). Jako seniorka (2011) notowała średnio 21,7 punktu, 6,1 zbiórki, 2,5 asysty i 2,6 przechwytu na mecz. Poprowadziła swoją szkołę do rekordowego wyniku 34-1 oraz drugiego z rzędu mistrzostwa stanu California Interscholastic Federation Division I. Ustanowiła krajowe rekordy, trafiając 116 celnych rzutów za 3 punkty oraz oddając rzuty wolne ze skutecznością 87%. W 2011 wystąpiła w spotkaniach gwiazd amerykańskich szkół średnich McDonald's All-American i WBCA All-American.
W sezonie 2013/2014 uzyskała triple-double podczas jednego ze spotkań turnieju NCAA, jako pierwsza zawodniczka Huskies w historii.
24 lutego 2020 trafiła w wyniku wymiany do Connecticut Sun. 

## Osiągnięcia

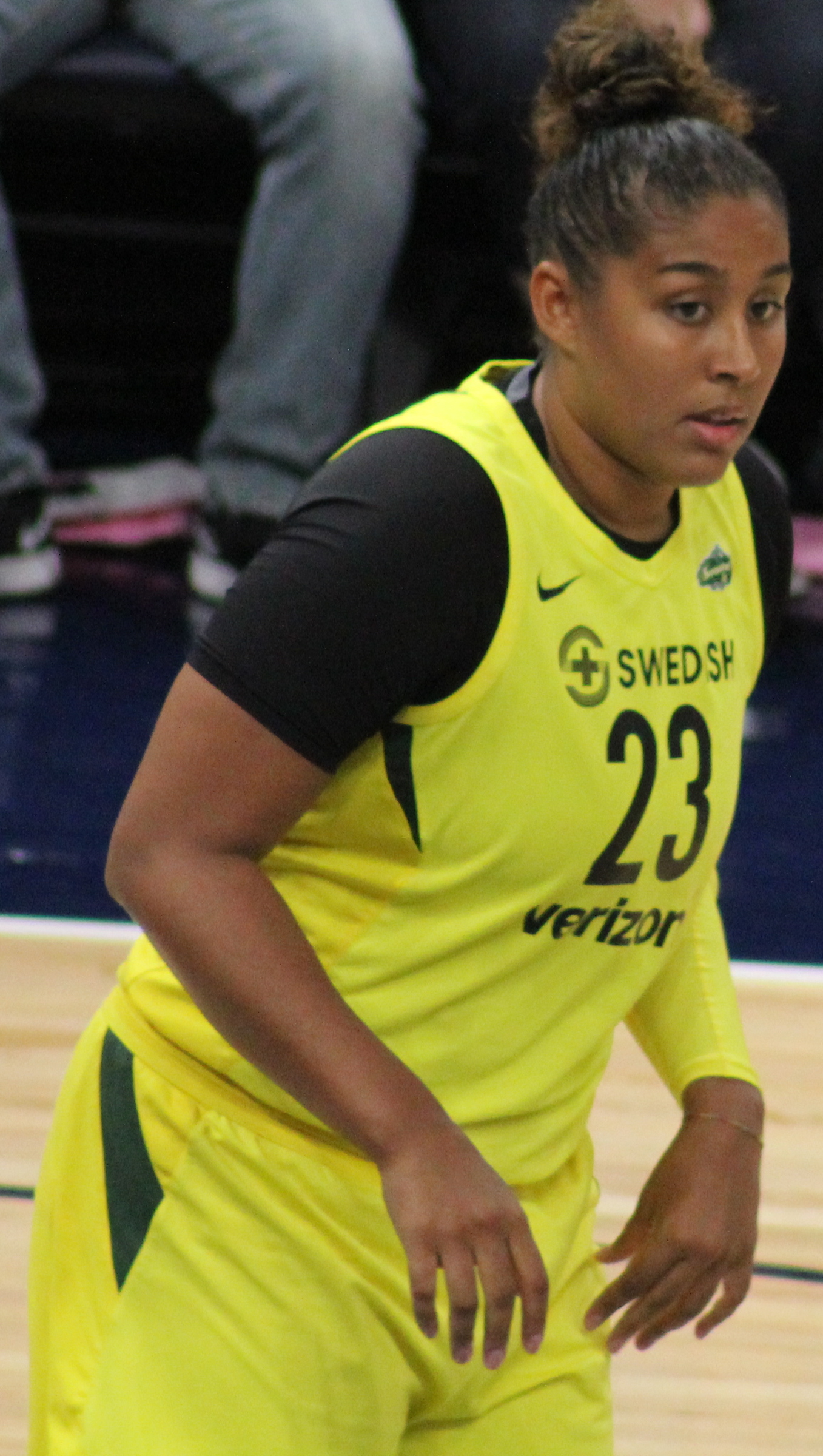
Mosqueda-Lewis w 2018.

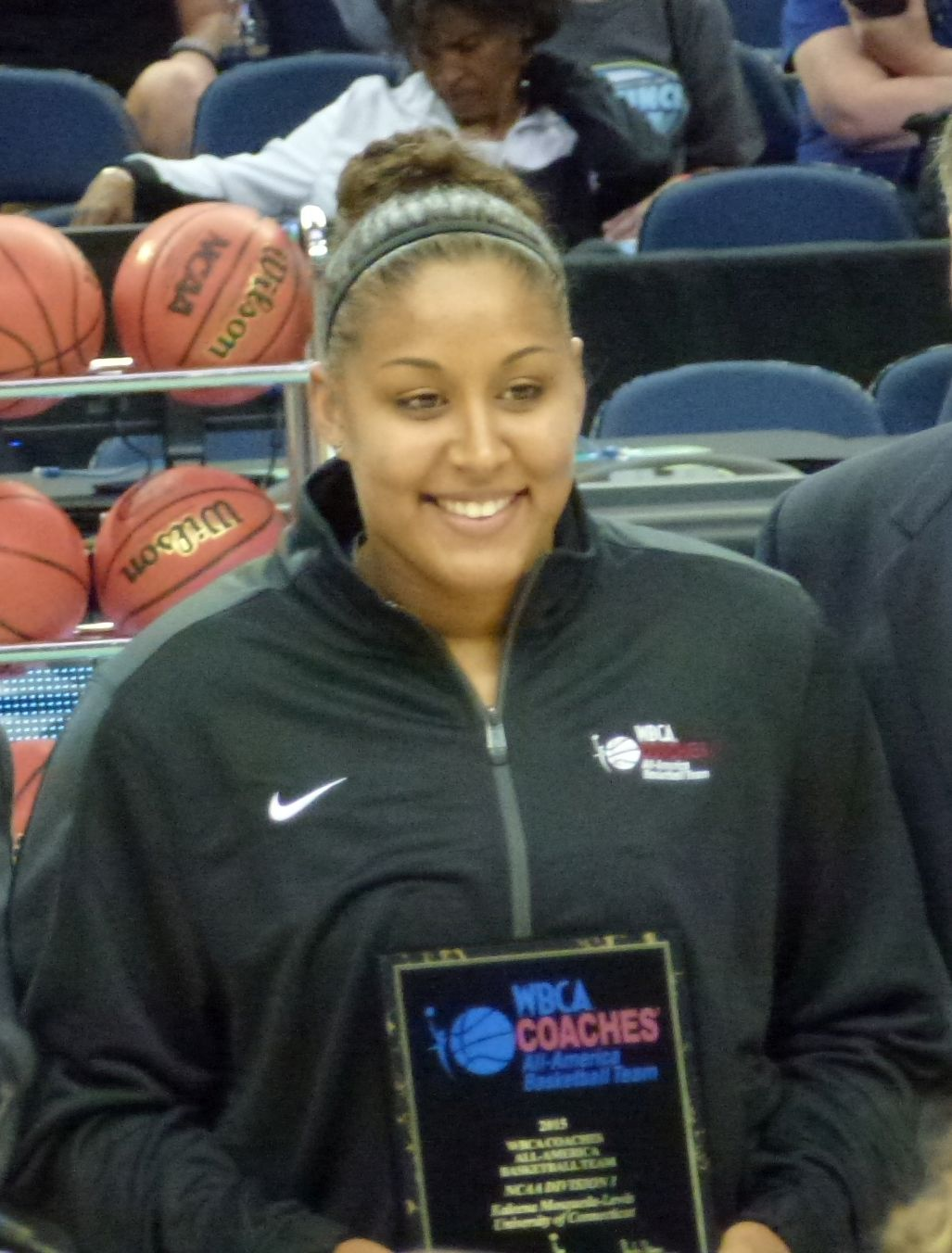
Mosqueda-Lewis po odebraniu nagrody za zaliczenie do I składu All-American (2015), podczas konwencji WBCA w Tampa.

Stan na 21 marca 2021, na podstawie, o ile nie zaznaczono inaczej.

### NCAA
- Mistrzyni:
  - NCAA (2013–2015)
  - turnieju konferencji:
    - Big East (2012)
    - American Athletic (AAC – 2014, 2015)

  - sezonu regularnego konferencji AAC (2014, 2015)
- Uczestniczka rozgrywek NCAA Final Four (2012–2015)
- Most Outstanding Player (MOP=MVP) turnieju konferencji:
  - AAC (2015)
  - Big East (2012)
  - Lincoln Regional (2014)
- Najlepsza:
  - pierwszoroczna zawodniczka Big East (2012)
  - rezerwowa Big East (2012)
- Wybrana do:
  - I składu:
    - All-American (2013 przez WBCA/State Farm, USBWA, 2015 przez WBCA, USBWA)
    - AAC (2014, 2015)
    - Big East (2013)
    - najlepszych pierwszorocznych koszykarek Big East (2012)
    - turnieju:
      - NCAA (2013, 2014)
      - NCAA Regional (2015)
      - NCAA Bridgeport Regional (2013)
      - AAC (2013, 2014, 2015)
      - Big East (2012)

  - II składu:
    - All-American (2013 przez Associated Press, 2014, 2015 przez Associated Press)
    - Big East (2012)

  - honorable mention All-American (2014 przez Associated Press)
- Liderka wszech czasów NCAA w liczbie celnych rzutów za 3 punkty (398)

### WNBA
- Mistrzyni WNBA (2018)

### Inne
Drużynowe
- Finalistka Pucharu Francji (2017, 2018)[5][6]

Indywidualne
(* – nagrody przyznane przez portal eurobsasket.com)
- Zaliczona do*:
  - I składu najlepszych zawodniczek zagranicznych ligi francuskiej LFB (2017)[5]
  - II składu ligi francuskiej (2017, 2018)[5][6]

### Reprezentacja
- Mistrzyni:
  - uniwersjady (2013)
  - świata:
    - U–19 (2011)
    - U–17 (2010)

  - Ameryki U–16 (2009)